# Arroio do Só
Arroio do Só (Pronunciación portuguesa: [aR'oju du s'ó], "riachuelo del ermitaño") es un barrio del distrito de Arroio do Só, en el municipio de Santa Maria, en el estado brasileño de Río Grande del Sur. Está situado en el este de Santa Maria.

## Villas
El barrio contiene las siguientes villas: Água Boa, Alto dos Mários, Arroio do Só, Coitado, Parada João Alberti, Picada do Arenal, Rincão dos Becos, Rincão dos Pires, Rincão Nossa Senhora Aparecida, São Geraldo, Tronqueiras, Vila Arroio do Só and Vila Silva.

## Galería de fotos
| Noroeste: Pains          | Norte: Palma                      | Nordeste: Palma Restinga Seca      |
| Oeste: Pains             |                                   | Este: Restinga Seca                |
| Suroeste: Passo do Verde | Sur: Passo do Verde / Formigueiro | Sureste: Restinga Seca Formigueiro |